# Tirelu purvs
Tirelu purvs este o arie protejată (arie specială de conservare — SAC, sit de importanță comunitară — SCI, arie de protecție specială avifaunistică — SPA) din Letonia întinsă pe o suprafață de 1.250,38 ha, integral pe uscat.

## Localizare
Centrul sitului Tirelu purvs este situat la coordonatele 56°14′42″N 25°58′42″E / 56.2449°N 25.9783°E.

## Înființare
Situl Tirelu purvs a fost declarat arie de protecție specială avifaunistică în decembrie 2002 pentru a proteja 9 specii de animale. Alte tipuri de protecție:
- sit de importanță comunitară (în mai 2004)
- arie specială de conservare (în mai 2004)[1][3][4]

## Biodiversitate
Situată în ecoregiunea boreală, aria protejată conține 6 habitate naturale: Turbării active, Mlaștini oligotrofe degradate, capabile încă de regenerare naturală, Mlaștini turboase de tranziție și turbării mișcătoare, Depresiuni pe substraturi de turbă de Rhynchosporion, Păduri caducifoliate de mlaștină fino-scandinave, Mlaștini împădurite.
La baza desemnării sitului se află mai multe specii protejate:
- păsări (8): cocoșul de mesteacăn (Bonasa bonasia), ciocănitoarea de stejar (Dendrocopos medius), ciocănitoare neagră (Dryocopus martius), cocor (Grus grus), ciocănitoare de munte (Picoides tridactylus), ploier auriu (Pluvialis apricaria), cocoșul de mesteacăn (Tetrao tetrix tetrix),  cocoș de munte (Tetrao urogallus)
- nevertebrate (1): libelule (Leucorrhinia pectoralis)

Pe lângă speciile protejate, pe teritoriul sitului au mai fost identificate 3 specii de mamifere, 1 specie de nevertebrate.